# 제28보병여단 (영연방)
제28보병여단(28th Commonwealth Brigade) 또는 간단히 제28여단은 주한 영연방군 소속이며, 영국, 오스트레일리아, 뉴질랜드 3개국의 육군으로 구성된 다국적 보병여단으로, 1951년 ~ 1954년 동안 한국 전쟁에서 활약하면서 한반도에 주둔하였다. 주한 영연방군이 해산된 후, 한반도에서 철수한 제28여단은 1955년 ~ 1977년까지 말라야로 파병하여 주둔한 동남아시아 조약 기구의 작전군 일부가 되었다.
| 이전 제28보병여단 (영국) | 제28영연방여단 1951-954 | 이후 제28영연방보병여단집단 |